# Who Knew
"Who Knew" (у преводу, Ко је знао) је поп-рок песма коју је снимила певачица P!nk (Пинк). Написали су је Лук Готвалд, Макс Мартин и Пинк за њен четврти студијски албум I'm Not Dead (2006).

## Настанак песме
Пинк је изјавила да песма говори о крају пријатељства, како сте једног тренутка најбољи пријатељи са неком особом али вас неколико година касније живот одведе на другу страну и пријатељство ишчезне. Такође, Пинк је у једном интервјуу признала да је инспирацију за песму пронашла у смрти својих пријатеља који су преминули због предозирања дрогом.

## Пријем код фанова
Песма је добила одличне критике, а магазин Билборд ју је описао као „још један кул, паметни, емотивни и мелодични драгуљ који говори о смрти пријатеља или пријатељства у коме се лако можемо препознати“. Песма је издата као други сингл са албума 2006. године и била је популарна у Аустралији и широм Европе, где је генерално достигла топ 20. Другде у свету ова песма била је мање успешна; није ушла на канадску листу синглова, као ни америчку Билбордову листу врућих 100. У Аргентини се песма нашла у најбољих 20.

## Музички спот
Музички спот за песму је режирао Dragon, а сниман је у Лос Анђелесу, Сједињене Државе. Спот је пуштен на интернет и на британске музичке канале рано у мају 2006. године. У САД, спот је пуштен на Total Request Live 22. маја. Песма је такође достигла прво место на топ 10 листи немачког МТВ.
Прича прати млади пар који одлази на вашар где се лепо проводе до тренутка када момак ставља девојци огрлицу око врата, када се ретроспективно приказује прошло вече током ког се момак дрогира док девојка спава. На вашару, момак накратко напушта девојку али га она прати а он је грубо тера од себе. Он се сакрива и поново убрзгава себи дрогу. Девојка га тражи и коначно налази без свести, затим га љуби, враћа му огрлицу и позива хитну помоћ. Она остаје са њим до доласка помоћи, када одлази плачући. Пинк се појављује у споту на улазу у вашар док тужно пева песму.

## Формати и спискови песама
Ово су формати и спискови песама већих издања сингла "Who Knew".

## Успеси на листама
| Листе синглова (2006) | Највише место |
| --------------------- | ------------- |
|                       | 2             |
|                       | 2             |
|                       | 2             |
|                       | 3             |
|                       | 5             |
|                       | 5             |
|                       | 6             |
|                       | 6             |
|                       | 6             |
|                       | 8             |
|                       | 11            |
|                       | 11            |
|                       | 12            |
|                       | 12            |
|                       | 13            |
|                       | 16            |
|                       | 17            |
|                       | 18            |
|                       | 18            |
|                       | 18            |
|                       | 18            |
|                       | 19            |
|                       | 22            |
|                       | 25            |
|                       | 34            |
|                       | 35            |
|                       | 84            |

| ТВ листе (2006) | Највише место |
| --------------- | ------------- |
|                 | 1             |
|                 | 1             |
|                 | 3             |
|                 | 7             |
|                 | 8             |
|                 | 16            |

## Места на листама
| Недеља | 01           | 02           | 03           | 04          | 05          | 06          | 07          | 08           | 09          | 10          | 11           | 12          |
| ------ | ------------ | ------------ | ------------ | ----------- | ----------- | ----------- | ----------- | ------------ | ----------- | ----------- | ------------ | ----------- |
| Место  | 40 (62.000)  | 26 (79.000)  | 13 (113.000) | 9 (140.000) | 8 (153.000) | 8 (173.000) | 8 (163.000) | 10 (159.000) | 8 (169.000) | 9 (174.000) | 10 (159.000) | 9 (158,000) |
| Укупно | 62.000       | 141.000      | 254.000      | 394,000     | 547.000     | 720.000     | 883.000     | 1.042.000    | 1.211.000   | 1.385.000   | 1.544.000    | 1.702.000   |
| Недеља | 13           | 14           | 15           | 16          | 17          | 18          | 19          | 20           | 21          | 22          | 23           | 24          |
| Место  | 11 (156,000) | 11 (144,000) |              |             |             |             |             |              |             |             |              |             |
| Укупно | 1.858.000    | 2.002.000    |              |             |             |             |             |              |             |             |              |             |

| Недеља | 01 | 02 | 03 | 04 | 05 | 06 | 07 | 08 | 09 | 10 | 11 | 12 | 13 | 14 | 15 | 16 | 17 | 18 | 19 | 20 | 21 | 22 | 23 | 24 | 25 | 26 | 27 | 28 | 29 | 30 |
| ------ | -- | -- | -- | -- | -- | -- | -- | -- | -- | -- | -- | -- | -- | -- | -- | -- | -- | -- | -- | -- | -- | -- | -- | -- | -- | -- | -- | -- | -- | -- |
| Место  | 6  | 3  | 2  | 2  | 3  | 5  | 4  | 8  | 9  | 9  | 10 | 9  | 10 |    |    |    |    |    |    |    |    |    |    |    |    |    |    |    |    |    |

| Недеља | 01 | 02 | 03 | 04 | 05 | 06 | 07 | 08 | 09 | 10 | 11 | 12 | 13 | 14 | 15 | 16 | 17 | 18 | 19 | 20 | 21 | 22 | 23 | 24 | 25 | 26 | 27 | 28 | 29 | 30 |
| ------ | -- | -- | -- | -- | -- | -- | -- | -- | -- | -- | -- | -- | -- | -- | -- | -- | -- | -- | -- | -- | -- | -- | -- | -- | -- | -- | -- | -- | -- | -- |
| Место  | 93 | 75 | 59 | 65 | 61 | 49 | 36 | 30 | 32 | 26 | 20 | 19 | 19 | 22 |    |    |    |    |    |    |    |    |    |    |    |    |    |    |    |    |

| Недеља | 01 | 02 | 03 | 04 | 05 | 06 | 07 | 08 | 09 | 10 | 11 | 12 | 13 | 14 | 15 | 16 | 17 | 18 | 19 | 20 | 21 | 22 | 23 | 24 | 25 | 26 | 27 | 28 | 29 | 30 |
| ------ | -- | -- | -- | -- | -- | -- | -- | -- | -- | -- | -- | -- | -- | -- | -- | -- | -- | -- | -- | -- | -- | -- | -- | -- | -- | -- | -- | -- | -- | -- |
| Место  | 19 | 5  | 7  | 7  | 10 | 12 | 16 | 17 | 21 | 28 | 26 | 32 | 38 | 43 | 36 | 41 |    |    |    |    |    |    |    |    |    |    |    |    |    |    |

| Недеља | 01 | 02 | 03 | 04 | 05 | 06 | 07 | 08 | 09 | 10 | 11 | 12 | 13 | 14 | 15 | 16 | 17 | 18 | 19 | 20 | 21 | 22 | 23 | 24 | 25 | 26 | 27 | 28 | 29 | 30 |
| ------ | -- | -- | -- | -- | -- | -- | -- | -- | -- | -- | -- | -- | -- | -- | -- | -- | -- | -- | -- | -- | -- | -- | -- | -- | -- | -- | -- | -- | -- | -- |
| Место  | 6  | 8  | 7  | 6  | 7  | 9  | 8  | 10 | 13 | 12 | 14 | 19 | 26 | 33 | 41 |    |    |    |    |    |    |    |    |    |    |    |    |    |    |    |

| Недеља | 01 | 02 | 03 | 04 | 05 | 06 | 07 | 08 | 09 | 10 | 11 | 12 | 13 | 14 | 15 | 16 | 17 | 18 | 19 | 20 | 21 | 22 | 23 | 24 | 25 | 26 | 27 | 28 | 29 | 30 |
| ------ | -- | -- | -- | -- | -- | -- | -- | -- | -- | -- | -- | -- | -- | -- | -- | -- | -- | -- | -- | -- | -- | -- | -- | -- | -- | -- | -- | -- | -- | -- |
| Место  | 19 | 18 | 14 | 14 | 13 | 13 | 15 | 12 | 12 | 17 | 20 | 22 | 22 | 32 |    |    |    |    |    |    |    |    |    |    |    |    |    |    |    |    |

| Недеља | 01 | 02 | 03 | 04 | 05 |
| ------ | -- | -- | -- | -- | -- |
| Место  | 38 | 35 | 37 | 38 | 40 |